# Alice in Chains (альбом)
Alice in Chains, также известный как Tripod (с англ. — «Треножник») или Dog Album (с англ. — «Альбом с собакой»), — третий студийный альбом американской рок-группы Alice in Chains, выпущенный 31 октября 1995 года на лейбле Columbia Records.
На протяжении предшествующих полутора лет Alice in Chains не давали концертов, ссылаясь на проблемы со здоровьем вокалиста Лейна Стейли. Воспользовавшись перерывом, Стейли выпустил альбом Above в составе гранжевой супергруппы Mad Season, из-за чего дальнейшее существование Alice in Chains оказалось под вопросом. Кроме того, прогрессирующая героиновая зависимость приводила к росту слухов о смерти музыканта. Очередной студийный альбом Alice in Chains был призван положить конец сплетням вокруг группы.
Записанный в сиэтлской студии Bad Animals, альбом дебютировал на первом месте в хит-параде Billboard и вскоре стал «трижды платиновым». В его состав вошло двенадцать песен, сочетающих хеви-металлическую стилистику Dirt (1992) и акустически-блюзовое звучание Jar of Flies (1994). Мрачная и тяжёлая музыка сопровождалась тревожными текстами, посвящёнными наркотикам, депрессии и смерти. Несмотря на высокие показатели продаж, альбом не оправдал ожиданий музыкальных критиков из-за своей вторичности и получил сдержанные оценки в прессе.
Alice in Chains был выпущен в период заката гранжевой субкультуры и стал последним студийным альбомом с участием Лейна Стейли. Следующий альбом Alice in Chains Black Gives Way to Blue (2009) вышел лишь через четырнадцать лет с новым вокалистом Уильямом Дювалем.

## Предыстория
Мы мчались полным ходом, летели на максимальной скорости с закрытыми глазами. Мы были вместе слишком долго и начали задыхаться. Как будто четыре растения, которые пытались расти в одном горшке.Джерри Кантрелл

### Творческий отпуск
После выхода акустического мини-альбома Jar of Flies и завершения многомесячного концертного турне в поддержку альбома Dirt, в начале 1994 года группа взяла отпуск на несколько месяцев. Вокалист Лейн Стейли начал очередной курс лечения от наркотической зависимости, а барабанщик Шон Кинни пытался справиться со своим пристрастием к алкоголю. Летом 1994 года Alice in Chains должны были возобновить выступления, отправившись в тур с Metallica и Suicidal Tendencies. Во время подготовки к предстоящим концертам музыканты окончательно рассорились: Стейли пришёл на репетицию «под кайфом», из-за чего Кинни отказался с ним выступать.
Менеджер Alice in Chains Сьюзан Сильвер была вынуждена опубликовать официальное заявление, согласно которому выступления в летнем турне Metallica и на фестивале Вудсток-94 отменялись «в связи с проблемами со здоровьем внутри группы». Место Alice in Chains заняла группа Candlebox. После публикации заявления музыканты прекратили общение с прессой, из-за чего начали плодиться слухи о распаде Alice in Chains и даже смерти Лейна Стейли от СПИДа. Шон Кинни вспоминал: «Тогда никто не был честен друг с другом. Если бы мы продолжили выступать, у нас были бы все шансы уничтожить самих себя в дороге,  и мы опредёленно не хотели, чтобы это произошло у всех на виду». Стейли также тяжело переживал раскол внутри группы, проводя время у себя дома возле телевизора и напиваясь по вечерам.

### Сторонние проекты
Во время перерыва каждый из музыкантов принимал участие в сторонних проектах. Майк Айнез отметился на сольном альбоме гитариста Guns N’ Roses Слэша It’s Five O’Clock Somewhere. Шон Кинни записал песню для трибьют-альбома Вилли Нельсона Twisted Willie вместе с Кристом Новоселичем (Nirvana), Кимом Тайилом (Soundgarden) и Джонни Кэшем. Джерри Кантрелл исполнил для этого же альбома композицию «I’ve Seen All This World I Care To See», что стало его первым опытом работы вне Alice in Chains. После этого гитарист решил использовать вынужденный перерыв для начала работы над сольной пластинкой.
Наибольший резонанс вызвали действия Лейна Стейли, поставившие под сомнение будущее группы. Вокалист присоединился к супергруппе Mad Season, основанной гитаристом Pearl Jam Майком Маккриди и барабанщиком Screaming Trees Барретом Мартином. Идея возникновения группы принадлежала Маккриди, который лечился от алкоголизма и познакомился в реабилитационной клинике с бас-гитаристом Джоном Сондерсом. Вместе они решили создать проект, объединяющий музыкантов, которые стремились избавиться от вредных привычек, и пригласили Лейна Стейли в качестве вокалиста. После нескольких джем-сессий музыканты отправились в студию, где за две недели записали альбом. Группа выступала в местных заведениях Сиэтла, подпитывая слухи о возможном уходе Стейли из группы и создании «гибрида» Alice in Chains и Pearl Jam. Помимо этого, Стейли неоднократно появлялся на сцене вместе со своим другом времён Sleze и Alice N’ Chains Джонни Баколасом, исполняя песню Second Coming «It’s Coming After», а также композиции из репертуара Alice in Chains.
Активная концертная деятельность Стейли неминуемо вызывала вопросы относительно ситуации в Alice in Chains. Официальным основанием для отмены концертного тура с Metallica было плохое состояние вокалиста, однако же его выступления с Mad Season и Second Coming свидетельствовали об обратном. MTV News даже заполучили запись выступления Стейли и выпустили об этом репортаж. Сложившаяся ситуация не устраивала Джерри Кантрелла, и вместо работы над сольным альбомом он решил попробовать возродить Alice in Chains.

### Воссоединение группы
Когда Джерри Кантрелл только начинал задумываться об издании сольного альбома, он пытался джемовать с несколькими барабанщиками, включая Джоша Снайдера из Tad и Скотта Рокуэлла из Gruntruck. В январе 1995 года Кантрелл и Рокуэлл записывали демо-версии новых песен на домашней мини-студии Кантрелла; за 16-дорожечным микшерным пультом сидел гитарный техник Кантрелла Даррел Питерс. Музыканты импровизировали на гитаре и барабанах, после чего Кантрелл исполнял басовую партию и записывал гитарные наложения. Всего было придумано три песни, две из которых («Grind» и «Again») попали на предстоящий альбом Alice in Chains.
После этого музыканты отправились в студию Bear Creek в Вудинвилле, взяв с собой Майка Айнеза, а также Энн и Нэнси Уилсон из Heart. Кроме того, Джерри Кантрелл и Сьюзан Сильвер пригласили звукоинженера и продюсера Тоби Райта, работавшего над предыдущим мини-альбомом Alice in Chains. Идея заключалась в том, чтобы Шон Кинни и Лейн Стейли, которые не хотели иметь ничего общего с группой, узнали бы о сессиях и сами захотели бы принять в них участие. Тоби Райт вспоминал, что Кантрелл был готов к отказу Кинни и Стейли и в таком случае использовал бы материал для сольного альбома, получившего рабочее название Jerry’s Kids (с англ. — «Дети Джерри»). Сам Кантрелл позднее признавался, что не хотел бы выпускать сольную запись: «Честно говоря, я слишком сентиментален; я бы не хотел играть с другой группой. Я не чувствовал, что смог бы превзойти то, что участники Alice in Chains могли бы сделать вместе». С точки зрения записанного материала, сессии в Bear Creek оказались практически бесполезными: за неделю студийного времени группа выложила 10 тысяч долларов, но не смогла записать ничего, кроме кваканья лягушек в соседнем пруду (позднее эти звуки пригодятся для песни «Frogs»). В то же время, план по объединению Alice in Chains удался: Кинни со Стейли согласились принять участие в создании нового альбома. С января по март Кантрелл, Айнез и Кинни джемовали втроём, после чего гитарист самостоятельно провёл несколько дней в сиэтлской студии London Bridge.

### Переговоры с лейблом
В середине 1990-х мать Лейна Стейли Нэнси Маккалум подала в суд, обвиняя менеджмент Alice in Chains в том, что её сыну не давали возможность покинуть группу из-за проблем со здоровьем. Мать Стейли утверждала, что задавала вопрос: «Почему бы группе не провести прослушивание на роль нового вокалиста?» В ответ на это менеджер Сьюзан Сильвер произнесла: «Нэнси, вы не понимаете; Лейн и есть Alice in Chains».
С учётом длительной неактивности Alice in Chains, в определённый момент звукозаписывающая компания Sony Music начала всерьёз задумываться об изменениях в составе группы и поиске нового вокалиста; в таком случае Стейли мог бы сосредоточиться на работе в Mad Season вместе с гитаристом Майком Маккриди. Когда стало известно, что Маккриди возвращается в Pearl Jam, всё равно рассматривалась возможность его замены в составе Mad Season и сохранения проекта. Тем не менее, несмотря на имевшийся соблазн оставить и Alice in Chains, и Mad Season в составе организации, зарабатывая деньги на обоих, в конечном счёте руководители Sony Music решили не рисковать и сделали свой выбор в пользу более проверенного временем и известного коллектива Джерри Кантрелла.
Третий альбом должен был стать последней пластинкой, полагающейся согласно действующему контракту Alice in Chains с Columbia Records и Sony Music. Переговоры между группой и лейблом шли нелегко, так как музыканты стремились избавиться от влияния звукозаписывающей компании и получить максимальную независимость. В качестве продюсера был выбран Тоби Райт. A&R-менеджер Ник Терцо, который в своё время предложил ему работу с Alice in Chains в качестве звукоинженера, был не в восторге от решения музыкантов: он считал Райта больше техническим специалистом, чем продюсером, и невысоко оценивал его дипломатические навыки. Терцо полагал, что продюсер обязан находить компромисс между группой и лейблом, в то время как Тоби Райт полностью поддерживал группу.
В первую очередь группа отказалась от услуг A&R-агента и заявила, что будет работать только напрямую с руководителями Sony Music — Донни Айнером и Мишель Энтони. Более того, музыканты отстранили своего многолетнего менеджера Сьюзан Сильвер, запретив ей появляться в студии. Информацию о ходе записи альбома она получала через Тоби Райта, ставшего единственным посредником между группой и руководством. Сам Райт подчёркивал, что идея максимального отмежевания группы от руководства принадлежала не ему, а самим музыкантам. В то же время, он не противился этой идее, так как хотел, чтобы музыканты оставляли все проблемы — политику, коммерцию, личные неурядицы — за пределами студии и были сосредоточены на музыке.
Творческая независимость неслучайно играла для группы огромную роль. Несмотря на несомненный коммерческий успех предыдущих работ группы, выразившийся в высоких местах в хит-парадах, миллионах проданных копий альбомов, номинациях на «Грэмми» и позитивных отзывах критиков, основным критерием успеха Джерри Кантрелл считал любовь слушателей: «Так много людей врубились в нашу музыку и когда мы выступаем, многие приходят на нас посмотреть. Это и есть успех для меня». Его дополнял Лейн Стейли: «Мы не смотрим на показатели хит-парадов, чтобы выяснить, сколько записей мы продали. Это нас вообще не волнует. Круто, что фанатам нравится наше творчество и ребятам из звукозаписывающей компании тоже. Но самое важное — чтобы наша музыка нравилась нам самим».
В конечном счёте, Alice in Chains удалось получить полную свободу действий. У группы даже не было конкретных сроков или ограничений по бюджету. В то же время, когда Тоби Райт встретился с Доном Айнером в Нью-Йорке перед началом студийной работы, руководитель лейбла скептически отнёсся к проекту и был уверен, что у продюсера ничего не выйдет.

## Работа в студии
Это заняло восемь или девять месяцев: часы ожидания, пока Лейн выйдет из ванной комнаты; дни ожидания, пока он появится в студии.Сьюзан Сильвер

### Творческий процесс
Совместная работа над пластинкой началась в апреле 1995 года, через месяц после выхода альбома Above супергруппы Лейна Стейли Mad Season. Alice in Chains забронировали на три месяца недавно открытую сиэтлскую студию Bad Animals, принадлежащую друзьям музыкантов из группы Heart. Одной из причиной выбора стала близость к месту проживания Стейли, однако кроме этого студия обладала едва ли не единственным в городе просторным помещением мирового класса. Созданием студии заведовал шведский дизайнер, который ранее проектировал известную студию A&M. Позднее выяснилось, что многомиллионные инвестиции Heart в студию не окупили себя финансово, однако местные группы получили возможность работы во вместительном помещении с хорошей акустикой, где мог разместиться даже симфонический оркестр.
К моменту начала работы у музыкантов ещё не было готовых песен, но имелся ряд наработок, накопленных Джерри Кантреллом во время более ранних демосессий. Группа решила повторить опыт записи Jar of Flies: безо всякого предпроизводства музыканты просто собрались и начали играть вместе, чтобы посмотреть, что из этого выйдет. Чаще всего песни начинались с совместного джема Кантрелла и Кинни, так как гитарист и барабанщик знали друг друга на протяжении многих лет и высоко ценили «химию», возникающую между ними. Инструментальные партии записывались во время живых сессий всей группы. Сначала вырисовывалась структура песни, а потом — после 15-20 исполнений — музыканты запоминали свои партии и записывали наилучшие дубли. Райт во многом полагался на свои субъективные ощущения и решал, в каком случае стоит оставить первый дубль, а когда — исполнить песню ещё несколько раз или вовсе отложить запись на следующий день. В то же время, уже после того, как основная часть песни была готова, она могла претерпевать существенные изменения: могли добавляться новые секции или удаляться старые, особенно когда это требовалось для согласования с вокальными гармониями. После того, как музыка к очередной песне была готова, Лейн Стейли приступал к написанию текста. Он прослушивал композиции и брался писать слова к тем из них, которые хорошо чувствовал, остальные же попросту пропускал.
Для удобства музыкантов был установлен практически круглосуточный режим работы, отличавшийся от стандартного 12-часового рабочего дня, принятого в студиях. Тоби Райт стремился создать максимально благоприятную творческую атмосферу, в которой музыканты группы — на тот момент уже сложившиеся рок-звёзды — могли чувствовать себя комфортно. Так, например, у ассистента Райта Сэма Хофстедта был пейджер, на который он получал сообщения, когда Лейн был готов работать над вокалом; это могло произойти в любой момент, как днём, так и ночью. В ходе работы записывалось практически всё, что происходило в студии, включая не только песни, но и разговоры музыкантов. Это позволяло экспериментировать с различными сочетаниями гитар, усилителей и настроек, сравнивать их и выбирать оптимальное звучание. Хофстедт подсчитал, что было использовано около семидесяти рулонов двухдюймовой плёнки: «Вероятно, цена одной этой плёнки превышает бюджет большинства нынешних альбомов».

### Запись инструментов
В Bad Animals был установлено новейшее оборудование, включая микшерный пульт SSL G-Series. Во время трекинга использовались 48 дорожек, поэтому Райту приходилось хорошо планировать их распределение. В начале работы над очередной песней Райт первым делом выяснял у группы, сколько инструментов они будут использовать, чтобы зарезервировать под них место. В отличие от цифровых инструментов, таких как ProTools, не имеющих ограничения по количеству дорожек, аналоговая запись требовала большей изобретательности. Иногда в целях экономии приходилось использовать одну и ту же дорожку для нескольких инструментов — например, акустической гитары и гитарного соло; Майк Айнез называл такие трюки «эффектами Джорджа Мартина». В целом, сведение проходило практически без участия музыкантов, которые полностью доверяли Тоби Райту и лишь утверждали финальный результат.
Первым делом продюсер концентрировался на звучании барабанов и их записи. Как и на предыдущем мини-альбоме Jar of Flies, установка была окружена целым набором микрофонов: Sennheiser MD 421 и AKG D-12 для бас-бочки, AKG 414s над установкой, D-12s на том-томах, ACG C451, Shure SM57 и Sennheiser MD 441 для рабочего барабана. Райт признавался, что считал подобную конфигурацию оптимальной и использовал её на большинстве своих записей, а не только с Alice in Chains. Шон Кинни принципиально не использовал метроном во время записи, отчего песни были более «живыми и дышащими»; темп мог незначительно, но заметно колебаться в различных частях песен, следуя их динамике. В то же время, по сравнению с предыдущей акустической пластинкой, Кинни играл более активно и энергично, как и подобает рок-музыканту. Кинни стал автором всех барабанных партий, кроме одной: для песни «Again» Джерри Кантрелл попросил его в точности воспроизвести партию Скотта Рокуэлла, записанную во время ранних демосессий, из-за чего Кинни пришлось изменить своему стилю.
Во время работы над новым альбомом Джерри Кантрелл чаще всего использовал три дорожки — левую и правую для ритм-гитары, а также одну по центру для соло-гитары. Для сравнения, на Dirt встречалось до шести-восьми гитарных дорожек, но здесь гитарист умышленно сократил их количество, чтобы добиться более естественного звучания. Сначала Кантрелл исполнял основную партию на своей основной гитаре G&L с использованием усилителя Bogner Fish, а после дублировал её на другой гитаре с другим усилителем, добавляя дополнительные эффекты и нюансы. В записи также были задействованы усилитель Marshall, 25-ваттная акустическая система Celestion и предусилитель Peavey; помимо них, время от времени использовалась аппаратура Fender, Soldano и других брендов. Помимо G&L, чаще всего Кантрелл использовал гитару Gibson Les Paul Goldtop 1952 года выпуска. Гитарист на протяжении нескольких лет арендовал этот инструмент в местном магазине Guitar Maniacs для записи предыдущих альбомов, пока, наконец, не сумел уговорить владельца продать его. Кроме того, он сумел выкупить Fender Stratocaster начала 60-х годов, который также неоднократно использовался при записи. Также, Нэнси Уилсон одолжила Кантреллу электрогитару Les Paul Junior и двенадцатиструнную акустическую гитару, а гитарист Heart Говард Лиз — целую коробку винтажных гитарных педалей. Помимо своей любимой «квакушки» Dunlop Cry Baby, Кантрелл применял Dunlop Rotovibe (в конце «Frogs»), Maestro Phaser, а также сустейнер Sustainiac (в припеве «God Am»).
Хотя большая часть инструментов была перезаписана в студии Bad Animals, некоторые дорожки были перенесены из ранних демо-версий. К примеру, Тоби Райт настоял на использовании самого первого дубля гитарного соло для песни «Grind», записанного в домашней студии Кантрелла. Гитарист долгое время считал его неудачным и пытался переписать, но в конце концов поддался на уговоры Райта, и соло было добавлено в финальный микс прямиком с ADAT-магнитофона Кантрелла. Также без изменений сохранилась партия ударных к песне «Over Now», взятая из демо-версии песни, записанной в студии London Bridge.

### Запись вокала
Больше всего времени заняла запись вокала Лейна Стейли. Частично это было связано с тем, что тексты песен писались прямо в студии. Кроме этого, Стейли стремился экспериментировать с различными стилями исполнения и перебирал несколько вариантов многоголосия, прежде чем приступать к чистовой записи. Для этих целей он даже научился использовать звукозаписывающее оборудование самостоятельно и зачастую оставался в контрольной комнате наедине, исполняя песни под уже готовый инструментальный аккомпанемент с использованием ручного микрофона. Лишь после того, как Стейли определялся со своими партиями, он позволял сотрудникам студии войти в комнату и начать записывать его вокал. Большинство своих партий Стейли записывал с одного или двух дублей. Во время исполнения он добавлял к своему голосу в наушниках эффект реверберации, чтобы получить звучание, максимально приближенное к финальному. Для записи вокала чаще всего использовался микрофон Soundelux U95, немного модифицированный Тоби Райтом. Одним из исключений стал искажённый голос Стейли в песне «Grind»: для получения требуемого эффекта использовался микрофон Turner Crystal 1932 года выпуска, который Тоби Райт купил в ломбарде за десять долларов.
Фирменные вокальные гармонии, ставшие одной из особенностей предыдущих работ Alice in Chains, никуда не делись и присутствовали в песнях в большом количестве. Как и раньше, чаще всего вокалисты не присутствовали во время записи партий друг друга и исполняли свои части по отдельности, лишь позже прослушивая готовый результат. Тоби Райт сравнивал Стейли и Кантрелла с дуэтом Леннон — Маккартни и признавался, что хотя он часто критиковал живые выступления Alice in Chains, но когда дело доходило до текстов и мелодий, то тут ему было не к чему придраться.

### Состояние Лейна Стейли
Во время студийной работы Лейн Стейли не прекращал принимать героин. Если раньше он стремился скрывать это от окружающих, то теперь это было для них очевидным. Хофстедт вспоминал: «Мне было понятно, что он употребляет наркотики, потому что если ты надолго закрываешься в ванной комнате, то вряд ли это потому, что тебе очень сильно понравилась ванная комната». Из-за этого никто не знал наверняка, когда и в каком состоянии Стейли появится в студии в следующий раз. Много раз поднимался вопрос о том, чтобы прекратить работу над альбомом, но Тоби Райт держался изо всех сил, время от времени организовывая перерывы на несколько дней, чтобы все участники записи могли отдохнуть и получить эмоциональную разрядку. Джерри Кантрелл вспоминал: «Это была невероятно болезненная [студийная] сессия, потому что она слишком затянулась. Было ужасно видеть Лейна в таком состоянии. Тем не менее, когда он был в сознании, он становился самым милым парнем с ясными глазами, которого вы когда-либо видели. Но когда ты с ним разговариваешь и он засыпает посреди встречи — вот это действительно мучительно».
Когда стало понятно, что запись альбома занимает дольше обычного, Дон Айнер и Мишель Энтони решили вмешаться. Однажды утром они позвонили Лейну Стейли, поздравив его с «золотой» сертификацией альбома Mad Season Above, после чего заявили, что у группы есть девять дней на то, чтобы закончить запись. Стейли был так расстроен оказанным давлением, что описал этот инцидент в песне «Sludge Factory». Позднее лейбл поставил ультиматум: вокалист был обязан появляться в студии каждый день, иначе производство будет остановлено вовсе. Когда Тоби Райт озвучил это условие Стейли, музыкант воспринял новости очень эмоционально, однако был вынужден подчиниться.

### Завершение записи
За время работы в студии Bad Animals с апреля по август 1995 года группа придумала более двадцати пяти музыкальных композиций. К концу работы над альбомом набралось двенадцать готовых песен с текстом, общей длительностью в шестьдесят пять минут. Кроме них остались несколько инструментальных композиций, которые не вошли в альбом. Плёнки с записью этих песен были отправлены Columbia Records и, возможно, до сих пор хранятся где-то на складе. По мнению Тоби Райта, Джерри Кантрелл не использовал эти наработки в дальнейшем на своих сольных альбомах.
Когда запись была закончена, Тоби Райт остался доволен результатом. Продюсер особо выделил песни «Shame In You», «God Am» (которую он рекомендовал выпустить синглом), «Heaven Beside You» и «Grind». Райт считал, что группа выпустила знаковый альбом, который не должен был разочаровать слушателей.

## Содержимое альбома
Фанаты ранних Alice in Chains будут рады узнать, что сиэтлская группа вернулась к фирменному гранжевому звучанию, возвратившись из путешествия по мелодическим просторам, проделанного на EP Jar of Flies.Billboard

### Музыка
Стилистически новый альбом являлся логическим продолжением двух предыдущих работ группы. С одной стороны, он был насыщен тяжёлыми композициями, сыгранными в пониженном гитарном строе, характерными для предыдущего полноформатного альбома Dirt (1992). С другой — группа продолжила акустические эксперименты, начатые на мини-альбомах Sap (1992) и Jar of Flies (1994), смело сочетая мелодические гармонии с диссонансными гитарными риффами. В результате в альбом вошли песни, представляющие широкий спектр стилей и направлений, начиная со сверхтяжёлых «Grind» и «Head Creeps» и заканчивая более мелодичными «Heaven Beside You» и «Over Now». Неизменным также остался мрачный и депрессивный характер музыки. Джерри Кантрелл признавался, что «большая часть нашей музыки связана с мрачными эмоциями или печальными аспектами жизни. Музыка позволяет это преодолеть… Я никогда не пишу счастливые песни, и это как бы помогает отбросить свои негативные эмоции».
Несмотря на смешение жанров, в первую очередь группа придерживалась своих «металлических» корней, смешивая хеви-метал с блюзом, рок-н-роллом и даже панк-роком. Тяжёлое гитарное звучание продолжало оставаться определяющим в музыке Alice in Chains. И даже более спокойные песни, такие как «Heaven Beside You», «Shame in You», «Over Now» и «Frogs», нельзя было назвать традиционными рок-балладами: в них успешно совмещались стилистика сатерн-рока, характерная для Cream, Crosby, Stills and Nash и The Allman Brothers, и «более туманная, потусторонняя эстетика, вероятно, вызванная бессонными ночами и контролируемыми веществами» (Rolling Stone).
Большая часть музыки была придумана совместно Кантреллом, Айнезом и Кинни в процессе репетиций прямо в студии. Исключением стали две ранние песни Джерри Кантрелла, написанные им в одиночку («Grind» и «Again»), а также «Head Creeps», которую написал Лейн Стейли. Кантрелл верил, что хорошая песня — это лишь половина успеха; вторая же заключалась в том, чтобы песня была сыграна отличными исполнителями, которые способны интерпретировать её по-своему и сделать из хорошей песни отличную. Тем не менее, для большинства слушателей и музыкальных обозревателей творчество Alice in Chains в первую очередь ассоциировалось с двумя лидерами группы: «Хорошо, возможно в группе их четверо, но считаются только гитара Джерри Кантрелла и глубокий низкий голос Лейна Стейли. С практической точки зрения, AIC — это дуэт…» — писали в журнале Metal Hammer.
Гитарное звучание на новом альбоме стало более естественным, так как Кантрелл использовал меньше дорожек и реже применял эффекты. Кроме того, гитарист значительно укоротил и упростил свои соло, стремясь не выделяться из общей картины и сосредоточившись на сбалансированных аранжировках. Если ранее он продумывал сольные партии заранее, тот теперь чаще импровизировал прямо в студии. Помимо этого, Кантрелл отмечал более отчётливое, чем ранее, влияние целого ряда гитаристов, таких как Брайан Мэй, Линдси Бакингем, Дэвей Джонстон, Джими Хендрикс, Тони Айомми, Джимми Пейдж, Робин Трауэр, Дэвид Гилмор. Как и на предыдущих альбомах группы, в большинстве новых песен использовался классический гитарный строй или строй Drop D; к тому же Кантрелл дополнительно понижал гитару на полтона, чтобы получить более тяжёлое и брутальное звучание. В то же время, три песни с нового альбома — «Over Now», «Shame In You» и «Nothing Song» — были сыграны в строе Open D, пониженном на полтона. Кантрелл использовал этот открытый строй впервые, обнаружив его случайно, когда один из друзей вернул ему гитару, настроенную подобным образом.
Вокальный стиль Лейна Стейли на Alice in Chains претерпел значительные изменения по сравнению с предыдущими альбомами. Его голос чаще подвергался обработке: например, на «Sludge Factory» помимо нескольких слоёв вокала использовался питч-шифтер, а на «Head Creeps» добавилось характерное жужжание, делающее голос похожим на пчелиный улей. Помимо этого, изменилась артикуляция вокалиста: временами он шипел или проглатывал слоги, что создавало более жуткую и причудливую атмосферу, одновременно приковывая к себе дополнительное внимание. Тем не менее, несмотря на проблемы со здоровьем, Стейли продемонстрировал, что находится в хорошей форме, и подтвердил негласный статус обладателя «одного из самых пронзительных голосов в рок-музыке» (People). Определённого вокального прогресса достиг и Джерри Кантрелл, исполнивший ведущие партии на трёх песнях — «Over Now», «Heaven Beside You» и «Grind». Позднее гитарист признавался, что предпочёл бы петь значительно меньше, но решился исполнить ведущую роль по настоянию Лейна Стейли и других членов группы.

### Тексты
| «Grind» In the darkest hole You'd be well advised Not to plan my funeral Before the body dies Come the morning light It's a see-through show What you may have heard What you think you know | «Скрежет» В самой мрачной дыре Я бы настоятельно рекомендовал Не планировать мои похороны Пока тело не умрёт Приди, утренний свет, И начнётся представление Всё, о чём вы могли слышать, И всё, что вы думали, что знали |

Alice in Chains и ранее были известны своими депрессивными текстами, поднимая темы наркозависимости, отчаяния, отчуждения, одиночества и разочарования. Новая пластинка сохранила присущий группе мрачный характер лирики, однако на смену самоанализу и рефлексии пришли мстительность и обида на окружающий мир. Джон Парелес из New York Times провёл параллели с альбомом HIStory Майкла Джексона, отметив, что авторы обеих пластинок «считают большую часть окружающего мира сплетниками и двуличными преследователями». Так, в песне «Sludge Factory» лирический герой отвечал недоброжелателям: «Вы всегда говорили, что я не доживу до двадцати пяти лет; я буду жить столько, сколько понадобится, чтобы отплатить всем, кто начал эту вражду». В «Grind» он советовал не верить в «то, что вы, возможно, слышали и думаете, что знаете», а на «Head Creeps» разоблачал «болтовню лакеев». И хотя время от времени протагонист признавал свою вину, но чаще всего он злился на окружающих, обвинял в своих бедах близких людей и даже желал «услышать звук ломающегося тела, когда я сбиваю вас с ног».
Автором текстов трёх песен стал Джерри Кантрелл. Написанная им вступительная композиция «Grind» была своеобразным ответом на слухи о смерти Лейна Стейли и распаде группы. В песне «Over Now» говорилось о разрушенных отношениях. Она была написана под впечатлением от происходивших в группе ранее размолвок. «Можешь встать, взглянуть мне в глаза и сказать, что всё кончено?» — по словам Кантрелла, когда вопрос был поставлен таким образом, музыканты не смогли окончательно разойтись. Наконец, «Heaven Beside Me» была посвящена любимой девушке, с которой гитарист провёл семь лет, но был вынужден расстаться из-за своей неверности. И хотя всего Кантрелл придумал тексты лишь к трём песням, заодно исполнив в них ведущую вокальную партию, группа и лейбл сочли их одними из наиболее сильных на альбоме, выпустив все три в качестве синглов.
Остальные тексты с альбома принадлежали Лейну Стейли. В отличие от наполовину концептуальной пластинки Dirt, в этот раз он не придерживался какой-то конкретной темы, а старался писать о том, что его волновало в данный момент. Вокалист признавался, что не искал вдохновения извне — например, в газетах или выпусках новостей, — но просто обращал внимание на то, что происходит вокруг него, и на свои чувства. «Мы просто записали несколько месяцев человеческого существования» — объяснял Стейли. Вокалист находился в плохой форме, страдая от всё возраставшего потребления героина и существенно сбросив вес, поэтому его тексты были наполнены отчаянием и мыслями о смерти («Когда я лежу, то пытаюсь сконцентрироваться на смерти»). Никуда не делись и многочисленные аллюзии к употреблению наркотиков («Зрачки расширяются и меняют свой цвет», «Дела идут хорошо, глаза расширяются, ты дрожишь, а я под кайфом», «Больше нет времени. Разве что ещё один раз»). Помимо этого, Стейли затрагивал темы одержимости славой, отношений с людьми и смертности. В песне «Brush Away» он задавался вопросом, является ли творчество группы «шуткой или повальным увлечением», а в «God Am» интересовался у высшей силы, почему та бездействует, пассивно наблюдая за жестокостью и бессердечием. К концу многомесячной записи Стейли было всё сложнее сочинять тексты, и он начал вставлять в них первое, что приходило в голову; так появилась «Nothin’ Song» (с англ. — «Песня ни о чём»). В интервью Rolling Stone сразу после выхода альбома Стейли признавался, что если бы его попросили спеть новые песни, он не смог бы это сделать, потому что не помнил собственные тексты.
Некоторые песни содержали отсылки к событиям, происходившим во время записи альбома. Так, «Sludge Factory» появилась после разговора с руководителями Columbia Record, которые позвонили Лейну Стейли, чтобы поздравить с хорошими продажами пластинки проекта Mad Season, после чего начали требовать закончить запись альбома в течение девяти дней: этот эпизод лёг в основу строк «Поздравления — не основная причина звонка. „Нет, мы не давим, просто требуем блестящий результат, скажем, через девять дней“». В песне «Nothin’ Song» содержится строка «Сэм, выбрось свой торт»; она является отсылкой к торту в виде обнажённой женщины, который звукорежиссёру Сэму Хофстеду подарили на день рождения и остатки которого лежали в студии не меньше месяца.

### Список песен
1. Альбом открывает песня «Grind», написанная Кантреллом в ответ на слухи о возможном распаде группы. Кантрелл сообщает слушателю, что группу не стоит хоронить слишком рано, задавая настроение всему альбому. Песня выделяется психоделическим гитарным звучанием, искажённым вокалом Стейли и запоминающимся припевом.
2. «Brush Away» начинается с полуакустического вступления, исполненного на стратокастере со включённым нековым датчиком. Лейн Стейли спрашивает у критиков, по какой шкале они оценивают альбомы и его творчество. Во второй половине композиции содержится гитарное соло, воспроизведённое в обратную сторону; по мнению Кантрелла, своей атмосферой оно походило на мелодию из песни «Magic Man» группы Heart.
3. Основной рифф песни «Sludge Factory» был написан Кантреллом около семи лет назад, но много лет лежал без дела, так как другая часть гитарной партии раздражала Лейна Стейли. Текст был написан вокалистом после разговора с руководством Sony Music и описывал реалии индустрии звукозаписи. Песня начинается с неторопливого риффа, достигает кульминации во время гитарного соло, звучащего на фоне бормотания Стейли, и заканчивается постепенно затихающей перекличкой нескольких гитар. Длящаяся более семи минут «Sludge Factory» стала одной из самых длинных песен на альбоме. В журнале Metal Hammer её сравнили с ранним творчеством Black Sabbath, отметив искажённый и перегруженный эффектами голос вокалиста.
4. Песню «Heaven Beside You» Кантрелл и Айнез придумали во время джем-сейшна со знакомым из группы GAQS. Как только Айнез подобрал ко вступительному риффу басовую партию, музыканты переглянулись и поняли, что эту идею стоит приберечь и доработать песню в студии. Текст был написан Кантреллом под впечатлением от недавнего разрыва с «самой красивой девушкой в мире», с которой он был знаком на протяжении многих лет, но не смог сохранить ей верность.
5. «Head Creeps» стала единственной песней с альбома, полностью написанной Лейном Стейли. Джерри Кантрелл вспоминал, что «этот крутой рифф оказался ещё брутальнее, чем я ожидал; я лишь добавил эту дурацкую металлическую гитару, чтобы сделать его ещё более тяжёлым». Майк Айнез сравнивал «Head Creeps» с песней «Angry Chair», самостоятельно написанной вокалистом для Dirt, и считал её показательным примером музыкального стиля Стейли.
6. Песня «Again» выделяется плотными и тяжёлыми гитарными риффами, а также цикличным припевом, в котором одни и те же аккорды и слова повторяются снова и снова. Композиция начинается с быстрых гитарных риффов Кантрелла, на контрасте с которыми звучит приглушённый голос Стейли. Оригинальный текст песни написал Джерри Кантрелл, но когда Лейн придумал свою версию, она понравилась группе намного больше и решили оставить именно её. Герой песни обращается к другу, который его предал, и насмехается над ним.
7. Основной рифф к песне «Shame In You» был придуман ещё во время демо-сессий Кантрелла с Кинни и Айнезом в январе-марте 1995 года. Песня исполнена в нетипичном для группы открытом гитарном строе и содержит несколько необычных аккордовых прогрессий. В журнале Billboard её, наряду с «Brush Away» и «Grind», назвали примером «нового старого звучания» группы.
8. «God Am» начинается со звука курения через бонг; тем самым Лейн Стейли добавил отсылку к песне «Intolerance» группы Tool, начинающейся похожим образом. Лирический герой обращается к Богу, искренне признавая собственные проблемы, но не подобострастно, а с насмешкой и иронией. Текст композиции построен вокруг вопроса «Могу ли я быть таким, как мой Бог?». Кантрелл отмечал, что несмотря на свою разрозненность и непоследовательность, песня вышла просто потрясающей.
9. Песня «So Close» была записана в студии последней. К тому времени группа была утомлена студийной работой, но музыканты сумели придумать текст к уже имеющейся музыке и закончить запись. Гитарная партия исполнена на винтажном стратокастере, купленном Кантреллом.
10. Песня «Nothin’ Song» была написана в момент, когда Лейн Стейли достиг творческого тупика и пытался просто побыстрее закончить запись. В ней описывается скука и монотонность студийной работы. Кантрелл отмечал в основном риффе влияние Джимми Пейджа, а гитарное соло считал исполненным в стиле Брайана Мэя. В конце композиции можно услышать, как Кантрелл разговаривает с Шоном Кинни через гитарный звукосниматель.
11. Восьмиминутная «Frogs» стала самой длинной песней на альбоме. Наряду с «Again», она описывает предательство близкого друга. Стейли задаётся вопросом о смысле слова «друг» и сожалеет, что этим словом часто злоупотребляют. Печальная мелодия в его исполнении звучит на фоне насыщенного баса Майка Айнеза. В конце композиции на протяжении нескольких минут Лейн Стейли просто говорил вслух то, что приходило ему в голову, начиная со слов: «В семь утра в августовский вторник на следующей неделе мне исполнится двадцать восемь лет». На фоне можно услышать кваканье лягушек, записанное во время ранних сессий в студии Bear Creek, что, по мнению Майка Айнеза, создавало «пинк-флойдовскую» атмосферу. Кантрелл называл эту композицию «шедевром» и «эпическим полотном», отмечая, что несмотря на свою длительность, песня не выглядела затянутой.
12. Закрывающая пластинку песня «Over Now» является одной из самых ярких на альбоме. Она начинается с песенного сигнала Taps, исполняющегося на закате, во время военных похорон или церемоний поднятия флага в Вооружённых силах США. Гитарист считал эту песню, искренне описывающую сложности взаимоотношений в группе, одной из ключевых на альбоме и подчёркивающей его атмосферу. Подводя черту под не самой жизнерадостной пластинкой, Стейли и Кантрелл признавали: «Когда всё идёт не по плану, трудно оставаться сильным… Рано или поздно приходит время платить по счетам».

## Выпуск и поддержка альбома
Признаки того, что что-то не в порядке, появляются как внутри альбома, так и снаружи; на лицевой стороне изображена трёхногая собака (одной ноги не хватает), в то время как на обратной стороне — трёхногий мандолинист (одна нога лишняя).Ground Control

### Название и обложка
Работа над оформлением альбома началась сразу после окончания записи пластинки. Автором концепции стал Шон Кинни. На лицевой стороне пластинки должен был быть изображён трёхногий пёс, похожий на того, что преследовал барабанщика в детстве, когда он работал разносчиком газет. На обратной стороне диска была размещена фотография известного трёхногого циркового артиста Фрэнка Лентини, взятая из экспозиции Роберта Рипли «Хотите верьте, хотите нет». В числе «три» можно было обнаружить сразу несколько смыслов: это был третий полноформатный студийный альбом группы, после Facelift (1990) и Dirt (1992); пластинка выходила через три года после предыдущего лонгплея; наконец, отсутствующая нога символизировала слухи о смерти Лейна Стейли. Внутри буклета использовались жуткие иллюстрации, усиливающие ощущение болезненности и дискомфорта: фея с лишёнными плоти руками, плывущая по океану человекоподобная бутылка, животные с чужими головами, люди с протезами и прочие.
Над обложкой работал постоянный фотограф Alice in Chains Рокки Шенк. Ходили слухи о том, что на фотографии запечатлён пёс Джерри Кантрелла, но на самом деле он не принадлежал гитаристу группы; более того, в различных промо-материалах использовали снимки разных трёхногих собак. Изначально Рокки Шенк провёл целый отбор среди нескольких претендентов и выбрал одну из собак для фотосессии. Съёмка прошла 23 августа 1995 года на детской площадке неподалёку от даунтауна Лос-Анджелеса. Результат не понравился группе, и вместо этого для обложки была выбрана чёрно-белая фотография другой собаки, полученная ранее по факсу. Фотографии, снятые на детской площадке, позднее использовались для оформления сингла «Grind» и сборника Music Bank (1999). Ещё одна трёхногая собака по кличке «Sunshine» (с англ. — «Солнышко») снялась в клипе на песню «Grind».
Шон Кинни предлагал назвать альбом Tripod (с англ. — «Треножник»), по аналогии с кличкой собаки, преследовавшей его в детстве. Это название не понравилось остальным музыкантам, но так как других идей не нашлось, было решено подписать альбом названием группы — Alice in Chains. Тем не менее, из-за обложки его часто называли Tripod, а также Dog Album (с англ. — «Альбом с собакой») или Dog Record (с англ. — «Запись с собакой»).
Изображённая на обложке безногая собака привела к сложностям с выходом альбома в Японии. Местное сообщество серьёзно отнеслось к изображению собаки-инвалида, посчитав, что группа тем самым насмехается над животными, и отказав в выпуске пластинки. В конце концов, альбом вышел и в Японии, однако его обложка была абсолютно белой.

### The Nona Tapes
24 сентября 1995 года Рокки Шенк вылетел в Сиэтл, чтобы провести фотосессию с группой, а также снять видео для пресс-кита к предстоящему альбому. Вместо стандартного видеоролика группа и режиссёр создали совершенно иной продукт — юмористический псевдодокументальный короткометражный фильм, которыми в то время славилась группа Spinal Tap. По сюжету журналистка Нона Вайсбаум, которую сыграл переодетый Джерри Кантрелл, встречалась с музыкантами Alice in Chains в преддверии выхода нового альбома. Каждый из участников группы сыграл пародию на самого себя. Джерри Кантрелл предстал в образе фермера, работающего последние несколько лет на конюшне; Шон Кинни развлекал детей в костюме клоуна Бозо; Майк Айнез признался, что группа похитила его семью и держала в заложниках, чтобы он выступал с ними; наконец, Лейн Стейли копался в мусорном баке, а также произносил фразы, которые не соответствовали движению его губ. Фильм получил название The Nona Tapes (с англ. — «Записи Ноны»).
Увидев полученный результат, представители лейбла сначала были в ярости, так как полагали, что группа выбросила выделенные деньги на ветер. Когда же в ходе пресс-показов видео стало пользоваться популярностью, было решено выпустить DVD с фильмом в продажу, сопроводив его записью свежих видеоклипов группы. Рокки Шенк считал эту запись одним из наиболее памятных эпизодов сотрудничества с группой. Он также искренне полагал, что музыканты могли выступать в роли актёров, и даже озвучил эту идею нескольким знакомым режиссёрам, но никто из них не заинтересовался этим всерьёз.

### Альбом и синглы
Альбом был выпущен 3 ноября 1995 года. Как и предыдущая мини-пластинка группы Jar of Flies (1994), Alice in Chains дебютировал в национальном американском хит-параде на первом месте. Всего было продано более 3 млн экземпляров альбома.
Первым синглом с альбома стала песня «Grind». Её выбрали как из-за тяжести и музыкальной привлекательности, так и благодаря тексту, призывающему не сбрасывать группу со счетов. Помимо «Grind», занявшего 7-е место в хит-параде Billboard Mainstream Rock, были выпущены синглы «Heaven Beside You» (3-е место) и «Again» (8-е место), немедленно ставшие хитами. После записи концертного альбома MTV Unplugged в 1996 году, в качестве сингла была выпущена композиция «Over Now», поднявшаяся в чарте Billboard на 4-е место.
Видеоклип на песню «Grind» снял Рокки Шенк. Съёмка прошла в голливудской студии 8—9 октября 1995 года. Шенк вспоминал, что Лейн Стейли был в очень плохой форме. Его трудно было затащить на съёмочную площадку, однако когда он, наконец, был там, то блестяще справился с поставленной задачей. Старика из клипа сыграл актёр Ричард Стречберри, а херувимов — карлики, один из которых ранее снимался в роли R2-D2. Анимированные дополнения были досняты 11—21 октября 1995 года. Позднее вышли видеоклипы на два других сингла: «Heaven Beside You» (режиссёр Фрэнк Окенфелс III) и «Again» (режиссёр Джордж Вэйл).
Бельгийский диджей Praga Khan сделал три ремикса на песню «Again». Джерри Кантрелл одобрил два из них, включая версию с духовыми и струнными инструментами вместо гитар и барабанов. Эти треки выходили в качестве B-side на европейских синглах. Оба ремикса также попали в расширенное издание альбома, выпущенное в 1996 году в Японии.

## Награды и номинации
В 1996 году сингл «Grind» был номинирован на получение премии «Грэмми» в категории «Лучшее исполнение в стиле хард-рок». Награда досталась Pearl Jam с песней «Spin the Black Circle». В 1997 году ситуация повторилась: в этот раз была номинирована песня «Again», проигравшая Smashing Pumpkins и их «Bullet with Butterfly Wings». Видеоклип на песню «Again» попал в номинацию «Лучшее хард-рок видео» премии [[Церемония MTV Video Music Awards 1996#Лучшее хард рок видео | Best Hard Rock Video|MTV Video Music Awards 1996]], где победила Metallica с клипом «Until It Sleeps».
| Год  | Награда                | Категория | Работа  | Результат |
| ---- | ---------------------- | --- | ------- | --------- |
| 1996 | Grammy Awards          | Best Hard Rock Performance                                                                                    | «Grind» | Номинация |
| 1996 | MTV Video Music Awards | [[Церемония MTV Video Music Awards 1996#Лучшее хард рок видео \| Best Hard Rock Video\|Best Hard Rock Video]] | «Again» | Номинация |
| 1997 | Grammy Awards          | Best Hard Rock Performance                                                                                    | «Again» | Номинация |

## Реакция на альбом
Alice in Chains, пожалуй, ещё рано списывать со счетов, однако если отложить в сторону миллионные продажи, слухи о здоровье группы сильно преувеличены.Metal Hammer

### Оценки критиков
| Оценки критиков               | Оценки критиков |
| Источник                      | Оценка          |
| ----------------------------- | --------------- |
| Allmusic                      | [ r 8 ]         |
| Kerrang!                      | [ r 2 ]         |
| Los Angeles Times             | [ r 3 ]         |
| Metal Hammer                  | [ r 5 ]         |
| Rolling Stone                 | [ r 4 ]         |
| Select                        | [ r 10 ]        |
| Spin                          | 4/10            |
| The Rolling Stone Album Guide | [ r 12 ]        |

Третий альбом Alice in Chains был принят критиками сдержанно и получил более низкие оценки, чем предыдущие работы группы. С одной стороны, пластинка стала первой за два года и продемонстрировала, что несмотря на слухи, сиэтлский коллектив оставался активной творческой единицей, способной записывать и выпускать новые песни. Представленный музыкальный стиль являлся продолжением звучания, знакомого по Dirt и Jar of Flies, из-за чего альбому предсказывали высокие объёмы продаж и любовь многочисленных поклонников. В то же время, с учётом возложенных на него ожиданий, альбом рассматривался как посредственный результат, не до конца раскрывающий потенциал группы. Впервые за свою карьеру группа начала повторяться и заниматься самоцитированием, не демонстрируя практически ничего нового и используя всё те же приёмы, что и на предыдущих пластинках.
В рецензии, вышедшей в журнале Rolling Stone 30 ноября 1995 года, альбом оценили на четыре звезды из пяти. Джон Видерхорн обратил внимание на то, что агрессия и склонность с саморазрушению являются ключевым элементом привлекательности групп хард-рока, вследствие чего новый альбом Alice in Chains, посвящённый наркотикам, опасности и смерти, производил ошеломляющий эффект. По его мнению, звучание песен походило на результат химического эксперимента с наркотиками и психоделиками, а многослойные гитарные партии и вокальные гармонии образовывали сложное музыкальное полотно, одновременно красивое и уродливое, подобное картинам Иеронима Босха. Видерхорн отмечал, что если предыдущий мини-альбом Jar of Flies раскрыл творческий потенциал группы, то новый диск стал её музыкальным перерождением: «Выпустив свою новую запись, Alice in Chains пришли к следующему выводу: хотя выживание и предпочтительнее забвения, однако боль и существование неразделимы».
В журнале Kerrang! альбом получил оценку «KKK» («хорошо»). Джейсон Арнопп назвал Alice in Chains самой мрачной частью трилогии, начатой с Facelift пять лет тому назад. По его мнению, пластинка не обладала энергией или мощными хитами, присущими ранним альбомам группы, а единственной песней, которая могла бы претендовать на ротацию на MTV, являлась «Heaven Beside You». Арнопп оправдывал свои «три К» тем, что пластинка могла быть значительно лучше и имела шансы заработать ещё одну или две «К» со временем. «Однако на данный момент Alice in Chains просто не похож на альбом, ради которого фанаты преодолевали свою ломку» — подытожил критик. Схожего мнения придерживался Энди Стаут из Metal Hammer, оценивший пластинку на «три из пяти» и назвав релиз «долгожданным, но разочаровывающим». Стаут отметил, что альбом, без сомнений, будет хорошо продаваться, но заслуженность этого вызывала вопросы. Пластинка, которая благодаря своему названию должна была означать переосмысление группы, на деле звучала старомодно и оставляла слушателей равнодушными. За исключением редких проблесков, большая часть материала была непоследовательной и бессвязной.
В газете Los Angeles Times хотя и оценили альбом на две с половиной звезды из четырёх, но отметили, что Alice in Chains остались там же, где и прежде, продолжая сочетать металлические риффы, блюз и баллады с тяжёлым припевом; песня «Heaven Beside You» была приведена в качестве примера удачного смешения жанров. В альт-роковом журнале Spin альбом получил оценку «4/10»: Джина Арнольд назвала его скучным, однообразным и «безнадёжно застрявшим в прошлом». Апогеем критики стала одна звезда из пяти, присвоенная альбому Роем Уилкинсоном: обозреватель Select отметил, что группа не продемонстрировала ничего нового, переоценив свои достоинства — «музыку Black Sabbath, лишённую мелодий и веселья, а также полные банальностей напыщенно гневные тексты».

### Общение с прессой
Alice in Chains перестали общаться с прессой ещё после выхода мини-альбома Jar of Flies в 1994 году, когда группа была вынуждена отказаться от тура с Metallica. Несмотря на большое количество слухов, связанных с группой, как в период неактивности, так и на протяжении записи альбома музыканты отказывались от интервью. Позднее Джерри Кантрелл объяснял, что ответы на все имевшиеся вопросы должна была дать новая пластинка.
После того, как третий альбом увидел свет и оказался на первом месте в американском хит-параде, музыканты решили прервать режим молчания и возобновить общение с прессой. Члены группы — в первую очередь сам Кантрелл — отвечали на вопросы журналистов, излучая сдержанный оптимизм. Музыкантам пришлось опровергать большое количество слухов о том, что новая пластинка станет последним альбомом группы, что Лейн Стейли собирался покинуть группу и его проблемы с наркотиками становились всё серьёзнее, а также о сольном альбоме самого Кантрелла. Несмотря на пристальное внимание прессы, музыканты терпеливо давали пояснения, пытаясь с одной стороны быть искренними и честными, но с другой — вести себя скромно и избегать пафосности рок-звёзд.

### Конфликт с Rolling Stone
Одним из изданий, заинтересовавшихся возвращением Alice in Chains, стал американский музыкальный журнал Rolling Stone. После публикации положительной «четырёхзвёздочной» рецензии, журналисту Джону Видерхорну было поручено написать статью о группе. Видерхорн, Кит Морер (главный редактор Rolling Stone) и Сид Холт (ответственный редактор) встретились со Сьюзан Сильвер в Нью-Йорке и обсудили подробности интервью. В конце 1995 года Видерхорн вылетел в Сиэтл, где провёл с музыкантами несколько дней, собирая материал для статьи: они вместе ужинали, курили марихуану, а также играли в «верчёный мяч», игру, сочетающую элементы автодрома, баскетбола и лякросса. Видерхорн общался со всей группой и с каждым из участников по отдельности. В разговоре со Стейли он обратил внимание на следы от уколов на его левой руке; вокалист признался, что так и не решил проблему с наркотиками. Работа над статьёй продлилась во время рождественских праздников. Параллельно с этим представитель журнала провёл фотосессию с музыкантами.
Статья вышла в февральском номере Rolling Stone и, за исключением упоминания отметок на руках Стейли, не содержала каких-то противоречивых фактов. Однако вокруг обложки журнала разгорелся настоящий скандал. Редактор принял решение разместить на ней фотографию Лейна Стейли, сопроводив подзаголовком «The Needle & The Damage Done» (с англ. — «Игла и причинённый ущерб»), отсылающим к одноимённой песне Нила Янга о героиновой зависимости. Когда Лейн Стейли впервые увидел обложку в магазине, то, по словам очевидцев, едва не потерял сознание. Он был потрясён тем, что в журнале не сдержали обещание и выпустили статью о нём, а не обо всей группе. Кроме того, Стейли был представлен единственным наркоманом в группе, хотя у других музыкантов были схожие проблемы. Джон Видерхорн оправдывался тем, что решение о выборе обложки и «таблоидного» заголовка принималось в другом отделе журнала без его участия. Кроме того, по его словам, статья была существенно урезана, так что Майк Айнез в ней едва упоминался, а имя Шона Кинни встретилось лишь несколько раз. Тем не менее, журналист признавался, что поднимал тему наркотиков намеренно: «Невозможно описывать группу, не касаясь этого вопроса; это была бы чересчур хвалебная статья. Я был обязан написать о том, что мотивировало группу, с чем ей пришлось столкнуться и что это были за демоны».

## Концертный тур
Без сомнения, появление на сцене в Детройте похожего на привидение Лейна Стейли будет способствовать возникновению дальнейших домыслов и вызывать неподдельную обеспокоенность его состоянием.Kerrang!
После выхода нового альбома одним из наиболее интересующих вопросов, наряду с состоянием Лейна Стейли, было возобновление концертных выступлений Alice in Chains. Помимо тура с Metallica и выступлений на фестивале Вудсток-1994, отменённых по состоянию здоровья Стейли, в 1995 году группе пришлось отказаться от предложения выступить на престижном концерте церемонии введения в Зал славы рок-н-ролла, сославшись на активную работу в студии. В интервью Guitar World в январе 1996 года Джерри Кантрелл утверждал, что Alice in Chais собирается проводить тур в поддержку альбома. Тем не менее, в течение следующих нескольких месяцев группа так и не дала ни одного концерта.
Первое исполнение нового материала состоялось лишь 10 апреля 1996 года, во время акустического концерта для телевизионной программы MTV Unplugged. Группа включила в сет-лист четыре песни из нового альбома: «Sludge Factory», «Heaven Beside You», «Frogs» и «Over Now». Во время исполнения «Sludge Factory» Лейн Стейли заметно волновался и перепутал слова первого куплета. Считается, что причиной неуверенности Стейли могло быть присутствие в зале руководителей Sony Music Дона Айнера и Мишель Энтони, которым была посвящена песня. Кроме них в зале театра Бруклинской музыкальной академии находились многие друзья и знакомые музыкантов, в том числе группа Metallica в полном составе. Концерт стал первым для Alice in Chains за два с половиной года.
Alice in Chains продолжили публичные выступления, дважды появившись на телевидении весной 1996 года. 20 апреля группа исполнила песню «Again» в студии 20th Century Studios, где снимался эпизод телевизионной программы Saturday Night Special. Музыкантов представил киноактёр Макс Перлих, который снимался в видеоклипе «No Excuses». 10 мая в Театре Эда Салливана Alice in Chains выступили на «Позднем шоу с Дэвидом Леттерманом», где сыграли попурри из песен «Again» и «We Die Young».
Летом 1996 года Alice in Chains получили возможность выступить на разогреве у группы Kiss, воссоединившейся в оригинальном составе. Изначально планировалось выступление Stone Temple Pilots, но вокалист Скотт Уайланд оказался в клинике из-за проблем с наркотиками и вакантное место досталось группе Джерри Кантрелла. 28 июня 1996 года в Детройте Alice in Chains отыграли первое за несколько лет полноценное «электрическое» шоу перед 40 тысячами фанатов Kiss, представив новые песни «Again», «God Am» и «Sludge Factory». Похожие сет-листы группа отыграла в Луисвилле, Сент-Луисе и Канзасе. В журнале Kerrang! отмечали, что во время концертов Лейн Стейли выглядел очень плохо. Последний из концертов мини-тура состоялся 3 июля 1996 года и закончился трагедией: сразу после шоу Лейн Стейли был госпитализирован из-за передозировки наркотиков. Этот концерт стал последним для вокалиста в составе Alice in Chains. В 1998 году группа ненадолго собралась в студии для записи двух песен для сборника Music Bank, а в 2002 году Стейли был найден мёртвым в своём кондоминиуме в Сиэтле от передозировки.

## Место в дискографии группы
Даже зная состояние группы на момент записи Alice in Chains, не можешь отделаться от мысли, что они могли бы написать что-то получше.Metal Hammer
Третий альбом Alice in Chains считается типичным образцом саунда Сиэтла середины 90-х годов, времён спада популярности гранжевой сцены. На момент выпуска — в конце 1995 года — все группы «Большой четвёрки» гранжа испытывали серьёзные трудности: Nirvana прекратила своё существование после смерти Курта Кобейна годом ранее, Pearl Jam были вовлечены в судебное разбирательство с Ticketmaster и отказывались выпускать видеоклипы, а Soundgarden были на грани распада из-за внутренних противоречий. От Alice in Chains и вовсе не ожидали новых записей, зная о проблемах Стейли с наркотиками и памятуя о многочисленных отменах концертов группы. Новая студийная пластинка подарила надежду, что группа продолжит существование и сможет полноценно функционировать. Несмотря на ожидания слушателей и самих музыкантов, триумфального возвращения не вышло. Пластинка стала последним студийным альбомом, на котором звучал голос Лейна Стейли, ознаменовав конец целой эпохи. Для Alice in Chains это стало началом 14-летнего перерыва между студийными альбомами, закончившегося лишь в 2009 году с выходом пластинки Black Gives Way to Blue, записанной с новым вокалистом и гитаристом Уильямом Дювалем.
Alice in Chains считается самым слабым альбомом группы времён Лейна Стейли, уступая первым двум полноформатным пластинкам Facelift (1990) и Dirt (1992). Онлайн-журнал Loudwire включил его в список 30 лучших гранжевых альбомов, однако оценил ниже, чем не только два предыдущих лонгплея группы, но и чем единственный альбом Mad Season Above, записанный с участием Лейна Стейли за год до этого. В рейтинге 50 лучших гранжевых альбомов, составленном журналом Rolling Stone, пластинке и вовсе не нашлось места, в отличие от Facelift, Dirt и даже мини-альбома Jar of Flies. Описывая классические альбомы Alice in Chains, в журнале Kerrang! пластинке присвоили пометку «Только для фанатов», отметив, что альбому недостаёт агрессивности Dirt и хитов, подобных «Them Bones». Пластинка, которая задумывалась в качестве реакции на многочисленные слухи о распаде группы, не сопровождалась концертным туром и оставила после себя больше вопросов, чем ответов.
Несмотря на более низкую оценку по сравнению с предыдущими работами группы, Alice in Chains неоднократно включался в число лучших пластинок 1995 года. Так, в журнале Kerrang! его внесли в список «25 альбомов года», а в онлайн-журнале Loudwire в 2015 году причислили к «10 лучшим альбомам 1995 года в стиле хард-рок». По результатам опроса читателей журнала Guitar World, проведённого в 2011 году, Alice in Chains вошёл в число десяти лучших гитарных альбомов 1995 года.

## Справочные данные

### Список композиций
Основное издание
| №   | Название            | Текст песни | Музыка                 | Перевод                | Длительность |
| --- | ------------------- | ----------- | ---------------------- | ---------------------- | ------------ |
| 1.  | «Grind»             | Кантрелл    | Кантрелл               | «Скрежет»              | 4:44         |
| 2.  | «Brush Away»        | Стейли      | Кантрелл, Айнез, Кинни | «Смахнуть»             | 3:22         |
| 3.  | «Sludge Factory»    | Стейли      | Кантрелл, Кинни        | «Фабрика отходов»      | 7:12         |
| 4.  | «Heaven Beside You» | Кантрелл    | Кантрелл, Айнез        | «Небеса рядом с тобой» | 5:27         |
| 5.  | «Head Creeps»       | Стейли      | Стейли                 | «Голова ползёт»        | 6:28         |
| 6.  | «Again»             | Стейли      | Кантрелл               | «Опять»                | 4:05         |
| 7.  | «Shame In You»      | Стейли      | Кантрелл, Айнез, Кинни | «Позор в тебе»         | 5:35         |
| 8.  | «God Am»            | Стейли      | Кантрелл, Айнез, Кинни | «Как мой Бог»          | 4:08         |
| 9.  | «So Close»          | Стейли      | Кантрелл, Кинни        | «Так близко»           | 2:45         |
| 10. | «Nothin’ Song»      | Стейли      | Кантрелл, Кинни        | «Песня ни о чём»       | 5:40         |
| 11. | «Frogs»             | Стейли      | Кантрелл, Айнез, Кинни | «Лягушки»              | 8:18         |
| 12. | «Over Now[I]»       | Кантрелл    | Кантрелл, Кинни        | «Всё кончено»          | 7:03         |

↑ I содержит фрагмент песни «Good Night» в исполнении Теда Льюиса.
Бонус-треки, вошедшие в японское издание
| №   | Название                     | Автор ремикса           | Длительность |
| --- | ---------------------------- | ----------------------- | ------------ |
| 13. | «Again» (Tattoo of Pain Mix) | Оливер Адамс, Прага Хан | 4:02         |
| 14. | «Again» (Jungle Mix)         | Оливер Адамс, Прага Хан | 4:08         |

### Участники записи
| Alice in Chains - Лейн Стейли — вокал, гитара, - Джерри Кантрелл — гитара, вокал, - Шон Кинни — барабаны, - Майк Айнез — бас-гитара. | Производство - Alice in Chains — продюсер, - Сьюзан Сильвер — менеджер, - Стивен Маркуссен — мастеринг, - Мэри Маурер — арт-директор, - Шон Кинни — художественный руководитель (оформление упаковки), - Тоби Райт — звукорежиссёр, продюсер, - Джон Сеймур — ассистент звукорежиссёра, - Том Неллен — ассистент звукорежиссёра, - Сэм Хофстедт — ассистент звукорежиссёра, - Даррел Питерс — техник, - Уолтер Гемиенхардт — техник, - Роб Блох — фотограф, - Рокки Шенк — фотограф |

### Места в хит-парадах
| Хит-парад (1995)                    | Высшая позиция |
| ----------------------------------- | -------------- |
| Австралия (ARIA)                    | 5              |
| Нидерланды (Album Top 100)          | 75             |
| Финляндия (Suomen virallinen lista) | 13             |
| Германия (Offizielle Top 100)       | 93             |
| Новая Зеландия (RMNZ)               | 28             |
| Норвегия (VG-lista)                 | 11             |
| Швеция (Sverigetopplistan)          | 11             |
| Великобритания (UK Albums Chart)    | 37             |
| США (Billboard 200)                 | 1              |

| Год                                                                           | Сингл               | Высшая позиция | Высшая позиция | Высшая позиция | Высшая позиция | Высшая позиция | Высшая позиция |
| Год                                                                           | Сингл               | US Air         | US Main        | US Mod         | CAN            | CAN Alt        | UK             |
| ----------------------------------------------------------------------------- | ------------------- | -------------- | -------------- | -------------- | -------------- | -------------- | -------------- |
| 1995                                                                          | «Grind»             | —              | 7              | 18             | 53             | 3              | 23             |
| 1996                                                                          | «Heaven Beside You» | 52             | 3              | 6              | —              | 7              | 35             |
| 1996                                                                          | «Again»             | —              | 8              | 36             | —              | —              | —              |
| «—» означает, что сингл не попал в хит-парад или не был выпущен в этой стране |                     |                |                |                |                |                |                |

### Сертификации
| Регион | Сертификация  | Продажи    |
| --- | ------------- | ---------- |
| Австралия (ARIA) | Золотой       | 35 000^    |
| Канада (Music Canada) | Платиновый    | 100 000^   |
| Великобритания (BPI) | Серебряный    | 60 000     |
| США (RIAA) | 2× Платиновый | 2 000 000^ |
| ^ Данные о тиражах приведены только на основе сертификации. · Данные о продажах + прослушиваниях приведены только на основе сертификации. |               |            |